# غار رستاخیز
غار رستاخیز در جزایر اژه‌ای پاتموس، در جاده بین روستاهای چورا و اسکالا یونان قرار دارد. اعتقاد بر این است که یوحنای پاتموس در این نقطه دیدگاه‌هایش را در کتاب مکاشفه ثبت کرده‌است. این غار در سال ۱۹۹۹ به همراه نیایشگاه یوحنای قدیس در فهرست میراث جهانی یونسکو به ثبت رسیده‌است.

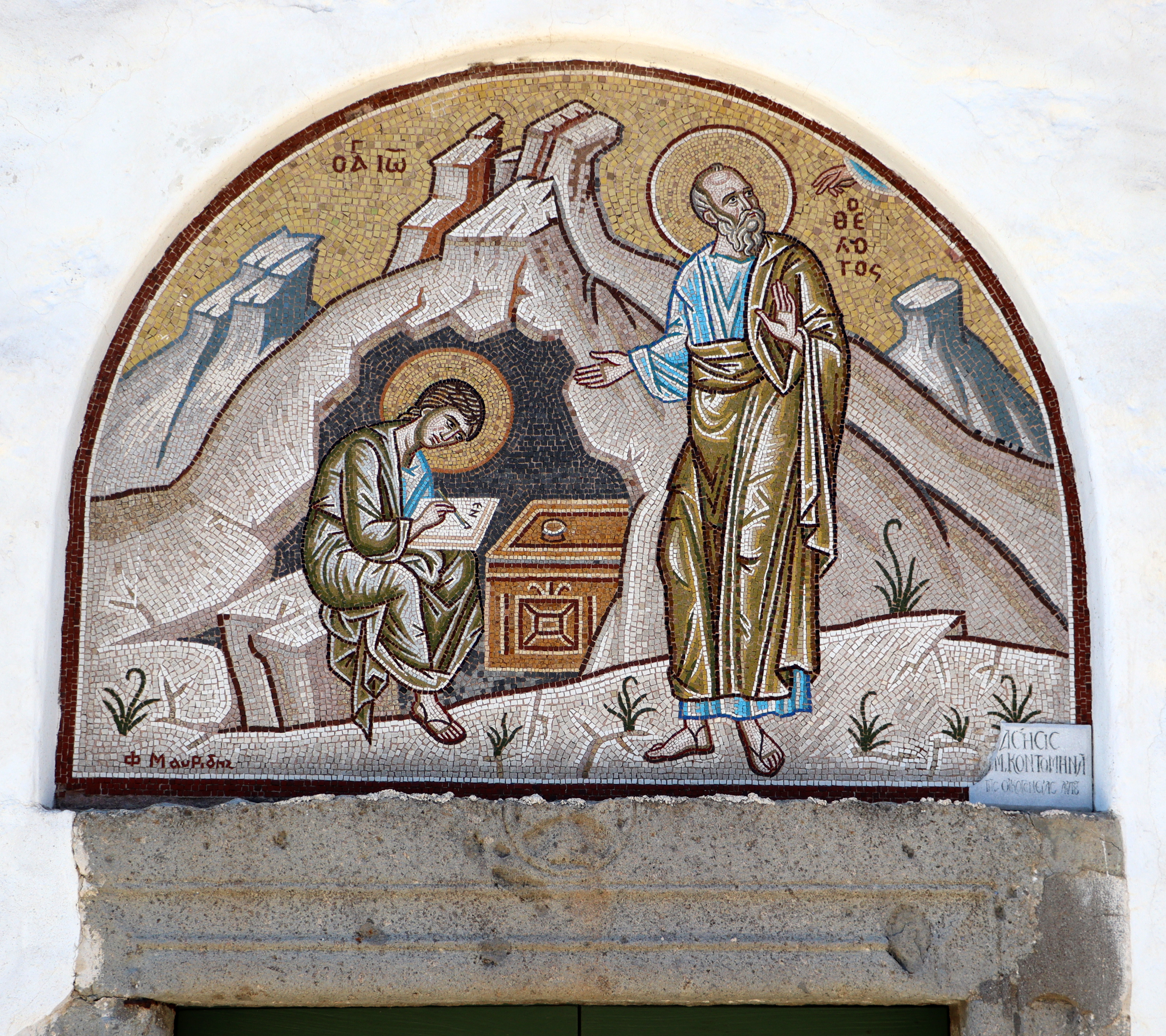
سردر ورودی غار.